# 1400er
Portal Geschichte | Portal Biografien | Aktuelle Ereignisse | Jahreskalender | Tagesartikel

◄ |
14. Jh. |
15. Jahrhundert
| 16. Jh. | ►

◄ |
1370er |
1380er |
1390er |
1400er
| 1410er | 1420er | 1430er | ►

1400 |
1401 |
1402 |
1403 |
1404 |
1405 |
1406 |
1407 |
1408 |
1409

## Ereignisse
- 1402: Die Schlacht bei Ankara leitet das bis 1413 dauernde osmanische Interregnum ein.
- 1408 bis 1409: Das Konzil von Pisa findet statt, welches das große abendländische Schisma zwischen Rom und Avignon beseitigen soll. Stattdessen wird noch ein dritter Papst gewählt.
- 1409: Gründung der Universität zu Leipzig.